# Haggard (Film)
Haggard (Originaltitel: Haggard: The Movie) ist eine 2003 erschienene Filmkomödie, die auf einer wahren Geschichte beruht. Regie führte Bam Margera. Das Budget des Films betrug 500.000 US-Dollar.

## Handlung
Ryan Dunns Freundin Glauren betrügt Ryan mit einem Metalhead namens „Hellboy“, alias Steven. Ryan bezahlt seine besten Freunde Valo und Falcone, in das Haus Glaurens einzubrechen, um Beweise für die Seriosität der neuen Beziehung zu finden. Die beiden stellen in dem Haus nur Chaos an und durchwühlen Glaurens Sachen. Unter anderem sehen bzw. filmen Falcone und Valo eine nicht ganz so seriöse Handlung zwischen Glauren und Hellboy. Die beiden Freunde unternehmen große Anstrengungen um Ryan zu helfen. Dieser sieht schließlich ein, dass er aufhören muss, sich zu quälen und sich an seinem Rivalen rächen zu wollen. Mit Hilfe seiner Freunde entwickelt er einen humorvollen Plan für Hellboy. Hellboy wird quasi von einem Taxifahrer „überfahren“. Glauren beginnt eine lesbische Affäre, Ryan hat am Ende eine neue Flamme, wie auch Valo, Falcone gewinnt einen Erfinder-Wettbewerb und gewinnt ein Fahrrad, das mit Diamanten überzogen ist und alle sind glücklich und zufrieden.

## Soundtrack
Der Soundtrack des Films umfasst 26 Songs:
- Amorphis – Black Winter Day
- Astor Piazzolla – Knife Fight
- Bomfunk MC’s – Freestyler
- CKY – Shock and Terror
- Clutch – Big News
- Dead or Alive – Just What I Always Wanted
- Faithless – The Garden
- Faithless – Sunday 8pm
- HIM – Again
- HIM – Beautiful
- HIM – Lose You Tonight
- HIM – One Last Time
- HIM – Pretending
- HIM – You Are The One
- In Flames – Acoustic Medley
- Kiezner and Hassidic Musk – Fun Taslach
- New Order – Someone Like You
- Orbital – Doctor?
- Otimen Recording Hell – Sneakin’ Into Your House
- Shantalla – The Rocky Road To Cashel
- Slayer – Divine Intervention
- Sopor Æternus & the Ensemble of Shadows – Resume
- The Stooges – Search and Destroy
- Toy Dolls – Livin’ La Vida Loca
- Unanimated – Life’s Demise
- Within Temptation – Deceiver of Fools

## Kritik
Der Film erhielt gemischte Kritiken. In der Internet Movie Database (IMDb.com) bekam der Film eine durchschnittliche Bewertung von 6,3 von 10 in über 4.500 Bewertungen.